# Piero Dusio
Piero Dusio (Scurzolengo, 13 de outubro de 1899 — Buenos Aires, Argentina, 7 de novembro de 1975) foi um automobilista italiano que participou do Grande Prêmio da Itália de 1952 de Fórmula 1, mas não se qualificou.